# Iwan Jefimowitsch Petrow

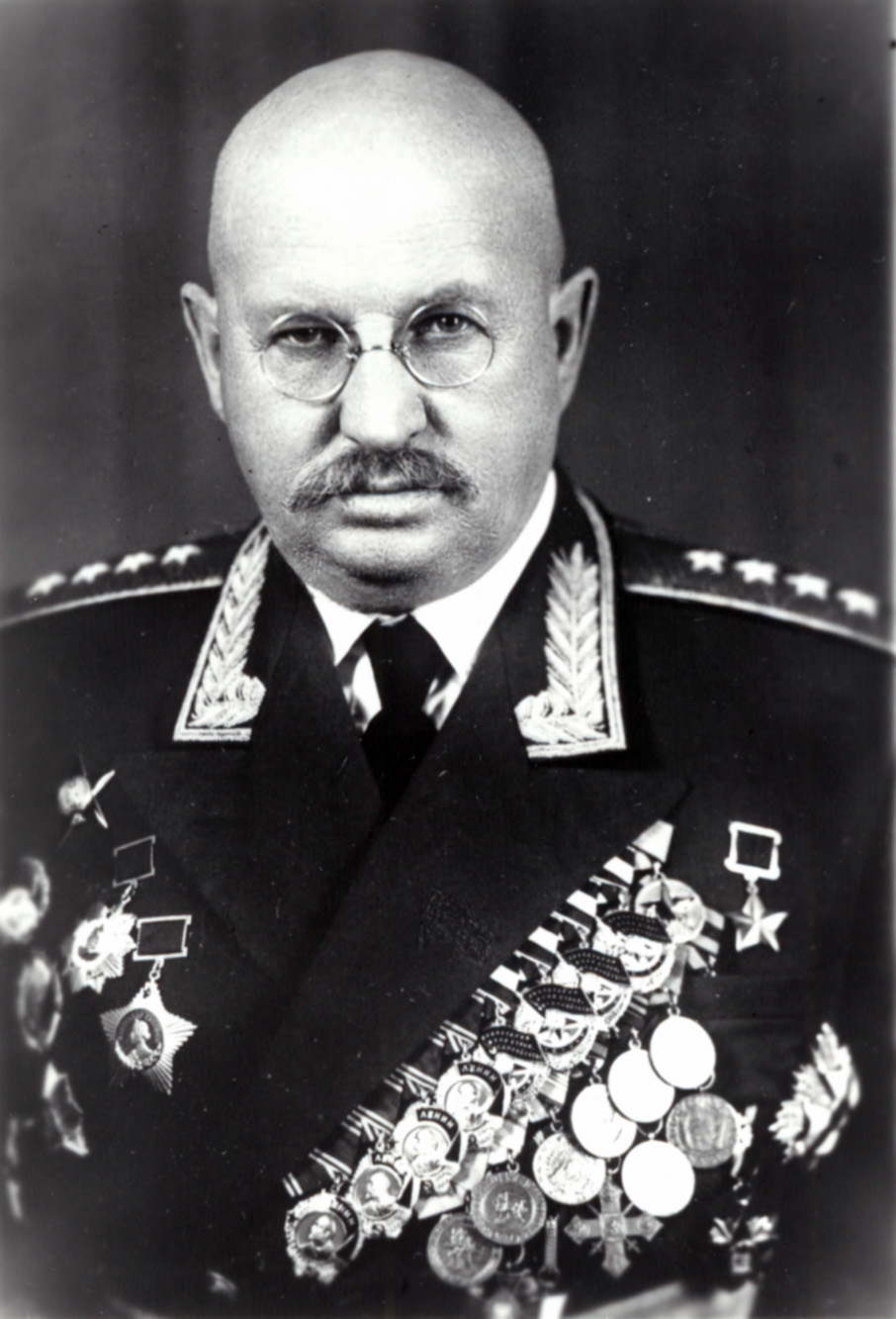
Iwan Jefimowitsch Petrow

Iwan Jefimowitsch Petrow (russisch Иван Ефимович Петров, wiss. Transliteration Ivan Efimovič Petrov; * 18.jul. / 30. September 1896greg. in Trubtschewsk, Oblast Brjansk; † 7. April 1958 in Moskau) war sowjetischer Armeegeneral. Zudem wurde er mit dem Ehrentitel „Held der Sowjetunion“ ausgezeichnet.

## Leben
Petrow entstammte einer Arbeiterfamilie und besuchte bis 1916 ein Lehrerseminar. Danach trat er in die Militärschule ein und wurde 1917 Fähnrich in der zaristischen Armee Russlands. 1918 trat Petrow in die Kommunistische Partei und in die Rote Armee ein, mit der er am Bürgerkrieg teilnahm. Er war an der Niederschlagung des anarchistischen Aufstands in Samara und der Ural-Kosaken Beltschechows beteiligt. Während des Polnisch-Sowjetischen Krieges war Petrow Regimentskommissar.
Nach dem Bürgerkrieg erhielt Petrow das Kommando über eine Selbständige Kavallerie-Abteilung, später dann über ein Regiment und eine Brigade. 1931–1933 war er Kommandeur der 1. Turkestan Gebirgs-Schützendivision, 1933–1940 Leiter und Kommissar der Vereinten Militärschulen Taschkent (ab 1937 Infanterieschule Taschkent) und ab 1940 Infanterie-Inspekteur Zentralasien. Am 4. Juni 1940 wurde Petrow bei der Einführung der Generalsränge in der Roten Armee zum Generalmajor befördert. Im März 1941 wurde Petrow zum Kommandeur des neuformierten 27. Mechanisierten Korps des Zentralasiatischen Militärbezirk (Generalleutnant S. G. Trofimenko) ernannt.
Nach dem deutschen Überfall auf die Sowjetunion wurde die Formierung des Korps beschleunigt und an die Brjansker Front verlegt. Nach dem Beschluss zur Auflösung der Mech.Korps vom 8. Juli 1941 wurde das 27. Mech.Korps am 15. Juli aufgelöst. Petrow erhielt das Kommando über eine Kavallerie-Division.
Am 20. August 1941 wurde er zum Kommandeur der 25. Tschapajewsker Schützendivision ernannt und war für die Verteidigung von Odessa verantwortlich. Am 5. Oktober 1941 wurde ihm die Küstenarmee unterstellt, die die Evakuierung Odessas auf die Krim leitete. In dieser Funktion verteidigte Petrow Sewastopol in der Schlacht um Sewastopol 1941–1942 wofür er am 14. Oktober 1942 zum Generalleutnant befördert wurde.
Ab März 1943 war er Chef des Stabes und ab Mai Kommandeur der Nordkaukasusfront. Für seine Verdienste in der Noworossijsk-Tamaner Operation (September/Oktober 1943), die zur Befreiung von Krasnodar, Noworossijsk und der Taman-Halbinsel führte, wurde er am 27. August 1943 zum Generaloberst und am 9. Oktober 1943 zum Armeegeneral befördert.
Am 20. November 1943 wurde ihm die erneut aufgestellte Selbständige Küstenarmee unterstellt. Nach der gescheiterten Landung auf der Halbinsel Kertsch im Februar 1944 wurde Petrow seines Postens enthoben, zum Generaloberst degradiert und der Reserve des Hauptquartiers des Kommandos des Obersten Befehlshabers zugeordnet.
Petrow erhielt am 13. März 1944 das Kommando über die 33. Armee der Westfront, bevor er am 12. April 1944 zum Kommandeur der 2. Weißrussischen Front und am 6. August 1944 der 4. Ukrainischen Front ernannt wurde. Nach seiner Bewährung wurde ihm am 26. Oktober 1944 sein alter Rang als Armeegeneral zurückgegeben.
Im März 1945 wurde Petrow zum Chef des Stabes der 1. Ukrainischen Front. Für seine geschickte Führung in der Berliner und Prager Operation, seine Initiative und Selbstlosigkeit wurde Petrow am 29. Mai 1945 als Held der Sowjetunion ausgezeichnet.
Nach dem Krieg kommandierte er den Turkestanischen Militärbezirk und war von 1952 bis 1953 Erster Stellvertretender Generalinspekteur der Sowjetarmee, dann Chef der Hauptverwaltung für die Kampfausbildung und Sport. Zuletzt war er Erster Stellvertreter des Oberkommandierenden der Landstreitkräfte und Generalinspekteur des Verteidigungsministeriums der UdSSR.
Petrow starb am 7. April 1958 und wurde auf dem Nowodewitschi-Friedhof in Moskau beigesetzt.

## Auszeichnungen
- Fünfmal Leninorden
- Viermal Rotbannerorden
- Suworow-Orden 1. Ranges
- Kutusow-Orden 1. Ranges
- Roter Stern
- Rotbannerorden der Turkmenischen SSR
- Rotbannerorden der Usbekischen SSR
- Orden des Roten Banners der Arbeit.